# Sagrada Familia

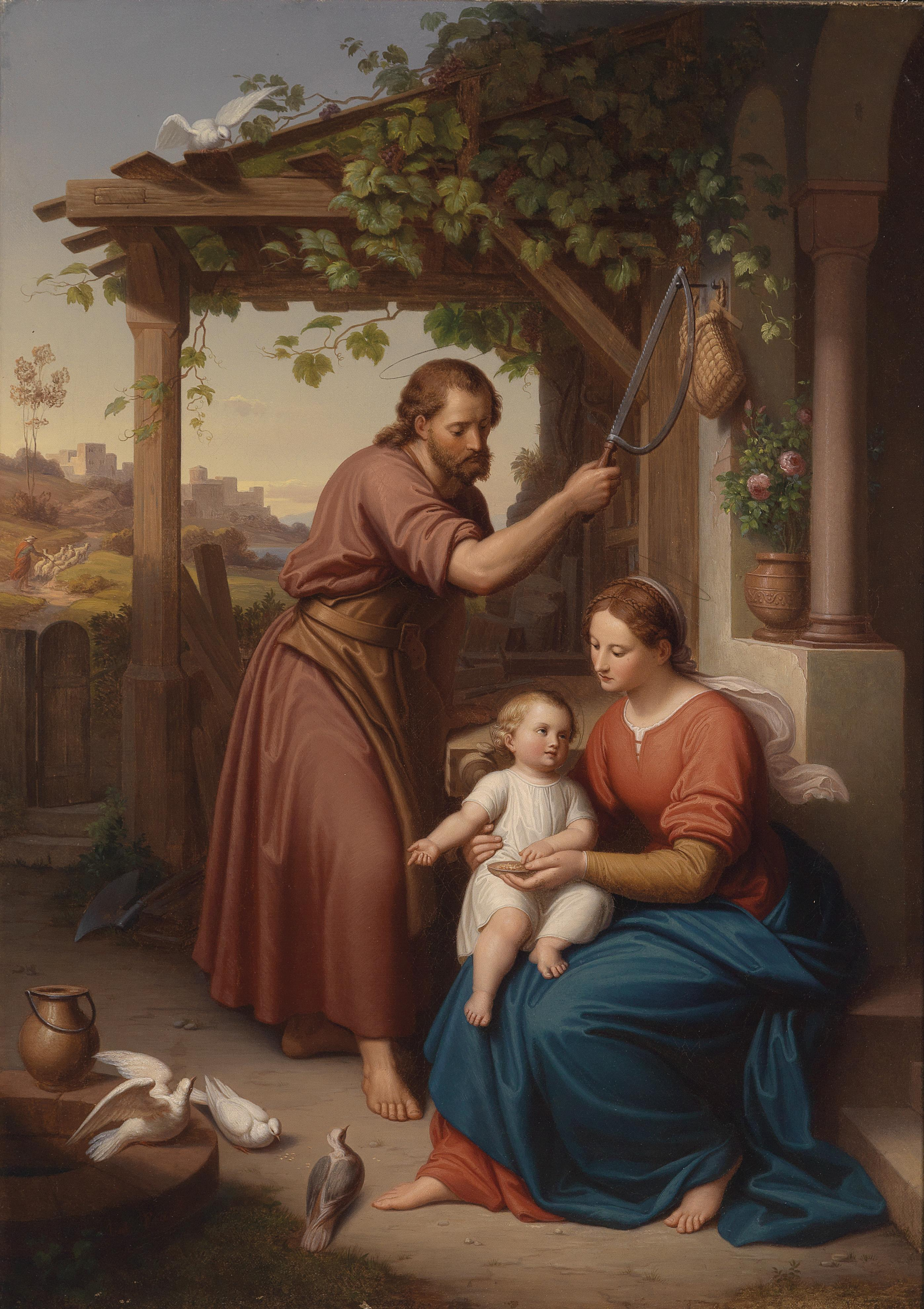
Sagrada Familia de Julius Frank.

La Sagrada Familia, según la Iglesia católica, denomina al conjunto compuesto por José, María y su hijo Jesús. En el calendario de festividades católicas se celebra el domingo que cae entre la Octava de Navidad (25 de diciembre al 1 de enero), oscila entre el 26 de diciembre y el 31 de diciembre, si Navidad y María Madre de Dios es domingo, esta fiesta pasa a celebrarse el 30 de diciembre.

## Algunos pasajes bíblicos sobre la Sagrada Familia
- Anuncio del Ángel a José: "He aquí que el Ángel del Señor se le apareció en sueños, diciendo: "José, hijo de David, no temas recibir a María tu mujer, porque lo que en ella ha nacido, de Espíritu Santo es". (Mateo)
- Huida a Egipto: huida hacia Egipto, huyendo del rey Herodes, que quería matar a Jesús.
- La pérdida y hallazgo de Jesús en el templo: "Sus padres iban cada año a Jerusalén a la fiesta de la Pascua. Cuando tuvo doce años, subieron ellos como de costumbre a la fiesta y, al volverse, pasados los días, el niño Jesús se quedó en Jerusalén, sin saberlo sus padres. Pero creyendo que estaría en la caravana, hicieron un día de camino, y le buscaban entre los parientes y conocidos; al no encontrarle, se volvieron a Jerusalén en su busca. Y sucedió que al cabo de tres días, lo encontraron en el Templo sentado en medio de los maestros, escuchándoles y preguntándoles; todos los que le oían estaban estupefactos por su inteligencia y sus respuestas. Cuando le vieron, quedaron sorprendidos, y su madre le dijo: «Hijo, ¿por qué nos has hecho esto? Mira, tu padre y yo, angustiados, te andábamos buscando.» Él les dijo: «Y, ¿por qué me buscabais? ¿No sabíais que yo debía estar en la casa de mi Padre?» Pero ellos no comprendieron la respuesta que les dio. Bajó con ellos y vino a Nazaret, y vivía sujeto a ellos. Su madre conservaba cuidadosamente todas las cosas en su corazón. Jesús progresaba en sabiduría, en estatura y en gracia ante Dios y ante los hombres." (Lucas)
- Sus vecinos se escandalizan de Él: "¿No es este el hijo del carpintero? ¿No se llama su madre María, y sus hermanos Santiago, José, Simón y Judas? Y sus hermanas ¿no están todas entre nosotros? Entonces, ¿de dónde le viene todo esto? (Mateo) (la existencia de hermanos de Jesús es tema de debate en las diferentes doctrinas de la cristiandad).

## Familia extensa
La tradición cristiana, partiendo de algunas breves referencias en los evangelios canónicos, de referencias más amplias obrantes en los evangelios apócrifos y de distintos textos de autores del cristianismo primitivo, ha ido conformando la estructura familiar extensa de la Sagrada Familia. Al tratarse de fuentes poco precisas, las teorías a cerca de la composición familia son inciertas y están sujetas a distintas  interpretaciones. La composición clásica más aceptada tradicionalmente esː

### Primera generaciónː bisabuelos de Jesús de Nazaret
- Nathan de Belén
- Estha
- Emerencia
- Eliud

### Segunda generaciónː abuelos de Jesús de Nazaret
- Jacob
- Santa Ana de Belén. Belén
- San Joaquín de Séforis. Sacerdote de Séforis
- Sobe

### Tercera generaciónː padres y tíos de Jesús de Nazaret
- San José de Nazaret
- Santa María Virgen
- Alfeo
- María de Cleofás
- Zebedeo de Betsaida
- Santa Salomé
- San Zacarías de Hebrón. Sacerdote
- Santa Isabel de Hebrón

### Cuarta generación: primos (o hermanos) de Jesús de Nazaret
- San Judas Tadeo. Apóstol.
- Santiago el Menor Apóstol. I Obispo de Jerusalén.
- San Simeón de Jerusalén. II Obispo de Jerusalén.
- Santiago el Mayor. Apóstol.
- San Juan Evangelista. Apóstol.
- San Juan Bautista.

### Árbol genealógico
| Estha                   | Estha                   | Estha                   | Estha                   | Estha                   | Estha                   |  |  |                                                 |                                                 |                                                 |                                                 |                                                 |                                                 |  |  |                                                |                                                | Nathan de Belén (⇐1.ª esposa) (2.ª esposa⇒)    | Nathan de Belén (⇐1.ª esposa) (2.ª esposa⇒)    | Nathan de Belén (⇐1.ª esposa) (2.ª esposa⇒)    | Nathan de Belén (⇐1.ª esposa) (2.ª esposa⇒)    | Nathan de Belén (⇐1.ª esposa) (2.ª esposa⇒) | Nathan de Belén (⇐1.ª esposa) (2.ª esposa⇒) |                  |                  |                    |                    |                    |                    |                                  |                                  |                                  |                                  |                                  |                                  |                           |                           |                           |                           |                    |                    |                              |                              | Emerencia (⇐1ª esposo) (2ª esposo⇒) | Emerencia (⇐1ª esposo) (2ª esposo⇒) | Emerencia (⇐1ª esposo) (2ª esposo⇒) | Emerencia (⇐1ª esposo) (2ª esposo⇒) | Emerencia (⇐1ª esposo) (2ª esposo⇒) | Emerencia (⇐1ª esposo) (2ª esposo⇒) |                                  |                                  |                                  |                                  |                                  |                                  |                   |                   | Eliud                  | Eliud                  | Eliud                  | Eliud                  | Eliud                  | Eliud                  |  |  |  |  |
| Estha                   | Estha                   | Estha                   | Estha                   | Estha                   | Estha                   |  |  |                                                 |                                                 |                                                 |                                                 |                                                 |                                                 |  |  |                                                |                                                | Nathan de Belén (⇐1.ª esposa) (2.ª esposa⇒)    | Nathan de Belén (⇐1.ª esposa) (2.ª esposa⇒)    | Nathan de Belén (⇐1.ª esposa) (2.ª esposa⇒)    | Nathan de Belén (⇐1.ª esposa) (2.ª esposa⇒)    | Nathan de Belén (⇐1.ª esposa) (2.ª esposa⇒) | Nathan de Belén (⇐1.ª esposa) (2.ª esposa⇒) |                  |                  |                    |                    |                    |                    |                                  |                                  |                                  |                                  |                                  |                                  |                           |                           |                           |                           |                    |                    |                              |                              | Emerencia (⇐1ª esposo) (2ª esposo⇒) | Emerencia (⇐1ª esposo) (2ª esposo⇒) | Emerencia (⇐1ª esposo) (2ª esposo⇒) | Emerencia (⇐1ª esposo) (2ª esposo⇒) | Emerencia (⇐1ª esposo) (2ª esposo⇒) | Emerencia (⇐1ª esposo) (2ª esposo⇒) |                                  |                                  |                                  |                                  |                                  |                                  |                   |                   | Eliud                  | Eliud                  | Eliud                  | Eliud                  | Eliud                  | Eliud                  |  |  |  |  |
|                         |                         |                         |                         |                         |                         |  |  |                                                 |                                                 |                                                 |                                                 |                                                 |                                                 |  |  |                                                |                                                |                                                |                                                |                                                |                                                |                                             |                                             |                  |                  |                    |                    |                    |                    |                                  |                                  |                                  |                                  |                                  |                                  |                           |                           |                           |                           |                    |                    |                              |                              |                                     |                                     |                                     |                                     |                                     |                                     |                                  |                                  |                                  |                                  |                                  |                                  |                   |                   |                        |                        |                        |                        |                        |                        |  |  |  |  |
|                         |                         |                         |                         |                         |                         |  |  | Jacob                                           | Jacob                                           | Jacob                                           | Jacob                                           | Jacob                                           | Jacob                                           |  |  |                                                |                                                |                                                |                                                |                                                |                                                |                                             |                                             |                  |                  |                    |                    |                    |                    | San Joaquín de Séforis Sacerdote | San Joaquín de Séforis Sacerdote | San Joaquín de Séforis Sacerdote | San Joaquín de Séforis Sacerdote | San Joaquín de Séforis Sacerdote | San Joaquín de Séforis Sacerdote |                           |                           | Santa Ana de Belén        | Santa Ana de Belén        | Santa Ana de Belén | Santa Ana de Belén | Santa Ana de Belén           | Santa Ana de Belén           |                                     |                                     |                                     |                                     |                                     |                                     |                                  |                                  |                                  |                                  |                                  |                                  |                   |                   | Sobe                   | Sobe                   | Sobe                   | Sobe                   | Sobe                   | Sobe                   |  |  |  |  |
|                         |                         |                         |                         |                         |                         |  |  | Jacob                                           | Jacob                                           | Jacob                                           | Jacob                                           | Jacob                                           | Jacob                                           |  |  |                                                |                                                |                                                |                                                |                                                |                                                |                                             |                                             |                  |                  |                    |                    |                    |                    | San Joaquín de Séforis Sacerdote | San Joaquín de Séforis Sacerdote | San Joaquín de Séforis Sacerdote | San Joaquín de Séforis Sacerdote | San Joaquín de Séforis Sacerdote | San Joaquín de Séforis Sacerdote |                           |                           | Santa Ana de Belén        | Santa Ana de Belén        | Santa Ana de Belén | Santa Ana de Belén | Santa Ana de Belén           | Santa Ana de Belén           |                                     |                                     |                                     |                                     |                                     |                                     |                                  |                                  |                                  |                                  |                                  |                                  |                   |                   | Sobe                   | Sobe                   | Sobe                   | Sobe                   | Sobe                   | Sobe                   |  |  |  |  |
|                         |                         |                         |                         |                         |                         |  |  |                                                 |                                                 |                                                 |                                                 |                                                 |                                                 |  |  |                                                |                                                |                                                |                                                |                                                |                                                |                                             |                                             |                  |                  |                    |                    |                    |                    |                                  |                                  |                                  |                                  |                                  |                                  |                           |                           |                           |                           |                    |                    |                              |                              |                                     |                                     |                                     |                                     |                                     |                                     |                                  |                                  |                                  |                                  |                                  |                                  |                   |                   |                        |                        |                        |                        |                        |                        |  |  |  |  |
|                         |                         |                         |                         |                         |                         |  |  |                                                 |                                                 |                                                 |                                                 |                                                 |                                                 |  |  |                                                |                                                |                                                |                                                |                                                |                                                |                                             |                                             |                  |                  |                    |                    |                    |                    |                                  |                                  |                                  |                                  |                                  |                                  |                           |                           |                           |                           |                    |                    |                              |                              |                                     |                                     |                                     |                                     |                                     |                                     |                                  |                                  |                                  |                                  |                                  |                                  |                   |                   |                        |                        |                        |                        |                        |                        |  |  |  |  |
| Alfeo                   | Alfeo                   | Alfeo                   | Alfeo                   | Alfeo                   | Alfeo                   |  |  | María de Cleofás                                | María de Cleofás                                | María de Cleofás                                | María de Cleofás                                | María de Cleofás                                | María de Cleofás                                |  |  |                                                |                                                | San José de Nazaret                            | San José de Nazaret                            | San José de Nazaret                            | San José de Nazaret                            | San José de Nazaret                         | San José de Nazaret                         |                  |                  | Santa María Virgen | Santa María Virgen | Santa María Virgen | Santa María Virgen | Santa María Virgen               | Santa María Virgen               |                                  |                                  | Zebedeo de Betsaida              | Zebedeo de Betsaida              | Zebedeo de Betsaida       | Zebedeo de Betsaida       | Zebedeo de Betsaida       | Zebedeo de Betsaida       |                    |                    | Santa Salomé                 | Santa Salomé                 | Santa Salomé                        | Santa Salomé                        | Santa Salomé                        | Santa Salomé                        |                                     |                                     | San Zacarías de Hebrón Sacerdote | San Zacarías de Hebrón Sacerdote | San Zacarías de Hebrón Sacerdote | San Zacarías de Hebrón Sacerdote | San Zacarías de Hebrón Sacerdote | San Zacarías de Hebrón Sacerdote |                   |                   | Santa Isabel de Hebrón | Santa Isabel de Hebrón | Santa Isabel de Hebrón | Santa Isabel de Hebrón | Santa Isabel de Hebrón | Santa Isabel de Hebrón |  |  |  |  |
| Alfeo                   | Alfeo                   | Alfeo                   | Alfeo                   | Alfeo                   | Alfeo                   |  |  | María de Cleofás                                | María de Cleofás                                | María de Cleofás                                | María de Cleofás                                | María de Cleofás                                | María de Cleofás                                |  |  |                                                |                                                | San José de Nazaret                            | San José de Nazaret                            | San José de Nazaret                            | San José de Nazaret                            | San José de Nazaret                         | San José de Nazaret                         |                  |                  | Santa María Virgen | Santa María Virgen | Santa María Virgen | Santa María Virgen | Santa María Virgen               | Santa María Virgen               |                                  |                                  | Zebedeo de Betsaida              | Zebedeo de Betsaida              | Zebedeo de Betsaida       | Zebedeo de Betsaida       | Zebedeo de Betsaida       | Zebedeo de Betsaida       |                    |                    | Santa Salomé                 | Santa Salomé                 | Santa Salomé                        | Santa Salomé                        | Santa Salomé                        | Santa Salomé                        |                                     |                                     | San Zacarías de Hebrón Sacerdote | San Zacarías de Hebrón Sacerdote | San Zacarías de Hebrón Sacerdote | San Zacarías de Hebrón Sacerdote | San Zacarías de Hebrón Sacerdote | San Zacarías de Hebrón Sacerdote |                   |                   | Santa Isabel de Hebrón | Santa Isabel de Hebrón | Santa Isabel de Hebrón | Santa Isabel de Hebrón | Santa Isabel de Hebrón | Santa Isabel de Hebrón |  |  |  |  |
|                         |                         |                         |                         |                         |                         |  |  |                                                 |                                                 |                                                 |                                                 |                                                 |                                                 |  |  |                                                |                                                |                                                |                                                |                                                |                                                |                                             |                                             |                  |                  |                    |                    |                    |                    |                                  |                                  |                                  |                                  |                                  |                                  |                           |                           |                           |                           |                    |                    |                              |                              |                                     |                                     |                                     |                                     |                                     |                                     |                                  |                                  |                                  |                                  |                                  |                                  |                   |                   |                        |                        |                        |                        |                        |                        |  |  |  |  |
|                         |                         |                         |                         |                         |                         |  |  |                                                 |                                                 |                                                 |                                                 |                                                 |                                                 |  |  |                                                |                                                |                                                |                                                |                                                |                                                |                                             |                                             |                  |                  |                    |                    |                    |                    |                                  |                                  |                                  |                                  |                                  |                                  |                           |                           |                           |                           |                    |                    |                              |                              |                                     |                                     |                                     |                                     |                                     |                                     |                                  |                                  |                                  |                                  |                                  |                                  |                   |                   |                        |                        |                        |                        |                        |                        |  |  |  |  |
| San Judas Tadeo Apóstol | San Judas Tadeo Apóstol | San Judas Tadeo Apóstol | San Judas Tadeo Apóstol | San Judas Tadeo Apóstol | San Judas Tadeo Apóstol |  |  | Santiago el Menor Apóstol I Obispo de Jerusalén | Santiago el Menor Apóstol I Obispo de Jerusalén | Santiago el Menor Apóstol I Obispo de Jerusalén | Santiago el Menor Apóstol I Obispo de Jerusalén | Santiago el Menor Apóstol I Obispo de Jerusalén | Santiago el Menor Apóstol I Obispo de Jerusalén |  |  | San Simeón de Jerusalén II Obispo de Jerusalén | San Simeón de Jerusalén II Obispo de Jerusalén | San Simeón de Jerusalén II Obispo de Jerusalén | San Simeón de Jerusalén II Obispo de Jerusalén | San Simeón de Jerusalén II Obispo de Jerusalén | San Simeón de Jerusalén II Obispo de Jerusalén |                                             |                                             | JESÚS DE NAZARET | JESÚS DE NAZARET | JESÚS DE NAZARET   | JESÚS DE NAZARET   | JESÚS DE NAZARET   | JESÚS DE NAZARET   |                                  |                                  |                                  |                                  | Santiago el Mayor Apóstol        | Santiago el Mayor Apóstol        | Santiago el Mayor Apóstol | Santiago el Mayor Apóstol | Santiago el Mayor Apóstol | Santiago el Mayor Apóstol |                    |                    | San Juan Evangelista Apóstol | San Juan Evangelista Apóstol | San Juan Evangelista Apóstol        | San Juan Evangelista Apóstol        | San Juan Evangelista Apóstol        | San Juan Evangelista Apóstol        |                                     |                                     |                                  |                                  |                                  |                                  | San Juan Bautista                | San Juan Bautista                | San Juan Bautista | San Juan Bautista | San Juan Bautista      | San Juan Bautista      |                        |                        |                        |                        |  |  |  |  |

## La Sagrada Familia en el arte
De la abundante iconografía, puede destacarse el conjunto con representaciones de la huida a Egipto y el llamado descanso en la huida a Egipto.
En arquitectura religiosa puede destacarse quizá el Templo Expiatorio de la Sagrada Familia en Barcelona, iniciado por Gaudí.

## Otros usos
Karl Marx emplea el término "Sagrada familia" en su libro homónimo (1844) en una crítica a los Jóvenes hegelianos y su corriente de pensamiento.